# Géologie de la Charente

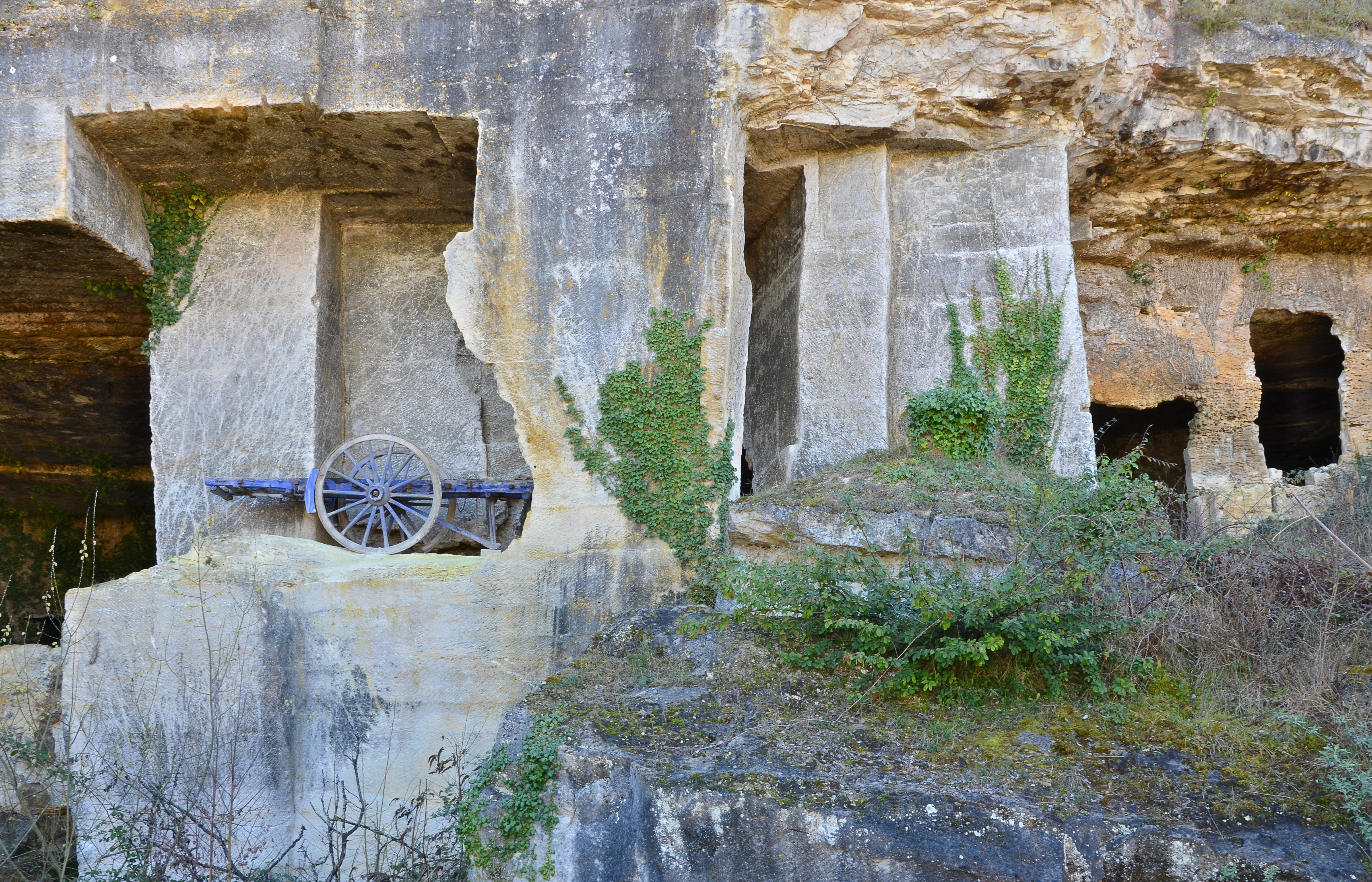
Vue des anciennes carrières de Saint-Même.

Le département de la Charente occupe le nord du Bassin aquitain. Sa partie nord-est occupe la bordure occidentale du Massif central.

## Généralités
Si l'Est du département appartient au Massif central (plateau du Limousin), relique de la chaîne hercynienne, la majorité de la Charente se trouve dans le Bassin aquitain, constitué de roches sédimentaires d'origine marine.
La nature de son sous-sol explique la diversification de ses reliefs, même si ceux-ci sont modestes.
La richesse et la diversité du sous-sol expliquent l'ancienneté des industries extractives : argile rouge et blanche, gypse, pierre de taille, sable mais aussi gisements maintenant épuisés ou du moins abandonnés : fer en particulier vers Marthon, manganèse près de Montbron, argent et plomb près d'Alloue.
Les terrains sédimentaires du Bassin aquitain occupent la grande partie centrale, ouest et sud du département. On trouve le Jurassique sur la moitié nord, et le Crétacé supérieur au sud d'une ligne Cognac-Angoulême-Combiers.

## Le massif ancien en Charente limousine
Le Confolentais ou Charente limousine qui occupe le quart nord-est du département, est géologiquement situé dans le Massif central. Son sol présente un socle de roches cristallines imperméables, et divers granitoïdes du Limousin, surtout des granitoïdes carbonifères et du granite à grain très fin, le granite porphyroïde à biotite de Confolens. Vers Exideuil, la présence de leucogranite de Blond montre qu'il s'agit d'un des massifs les plus récents du Limousin.
On y trouve des roches plutoniques (granite) et métamorphiques (gneiss, schiste).
C'est un pays assez élevé (250-300 m d'altitude), dont l'altitude baisse d'est en ouest. Ce sont les Terres froides, région d'élevage et boisées, qui s'étendent à l'est d'une ligne Nontron-Montbron-Montembœuf-Roumazières-Confolens.
De faible hauteur relativement au reste du Massif central, les altitudes s'étagent entre 200 et 366 m. Le massif de l'Arbre forme une avancée vers l'ouest.
L'ensemble du Massif central a été érodé lors des ères géologiques. Le socle a basculé et s'est enfoncé à la suite de l'ouverture de l'océan Atlantique, et aussi à la suite du phénomène de subsidence dû au poids de la plate-forme continentale du Bassin.
Cette région a été témoin d'un évènement majeur à la fin de l'ère primaire, l'impact d'une météorite de plus d'un kilomètre de diamètre qui est tombée à Pressignac, à mi-chemin entre Chassenon et Rochechouart. D'où la structure impactique de Rochechouart avec présence d'une formation bréchique de 280 km2 ayant un axe est-ouest de 18,5 km et une épaisseur d'un peu moins de 100 mètres, avec l'existence de brèches, de quartz choqués et de cônes de percussion.

## Le Jurassique au nord
Le bassin hydrographique de la Charente, situé dans la partie septentrionale du Bassin aquitain, s'appuie sur le Massif central à l'est et le seuil du Poitou au nord (dans le département de la Vienne), qui sépare le Bassin aquitain du Bassin parisien, mais aussi le Massif armoricain (qui commence dans les Deux-Sèvres).
La moitié nord du département de la Charente est occupée par le calcaire du Jurassique, sédiments marins les plus anciens. Calcaire à silex, couverture détritique.
Le Lias (Jurassique inférieur), peu représenté en Charente, occupe une mince bande à l'ouest de Confolens, Roumazières et le nord de Montbron.
Il est directement en contact sur le massif ancien. En bordure de la Charente limousine, on retrouve de très importantes poches d'argile rouge qui ont été exploitées depuis l'Antiquité, en particulier autour de Roumazières-Loubert : dépôt de 20 m d'argile et marnes bleu-gris lors du Toarcien.

### Zones karstiques de l'Angoumois
En allant de la Charente limousine vers Angoulême, les assises carbonatées et karstifiées de la bordure occidentale du Massif central se retrouvent sous des marnes argileuses imperméables. Les eaux souterraines du karst de La Rochefoucauld sont la conséquence de ces formations géologiques.
Les parties nord et est de l'Angoumois allant jusqu'à la rive droite de la Touvre et la débordant sur une partie, datent du Jurassique supérieur avec disposition d'est en ouest d'affleurements de plus en plus récents.
Ce sont les Terres chaudes, les premières roches sédimentaires du Bassin aquitain, pays karstique s'étendant sur une large bande entre Montbron et Ruffec. On peut y trouver des grottes, gouffres, lapiaz et avens, et on trouve par endroits de véritables causses. La Tardoire et la Bandiat y disparaissent totalement pour ressurgir aux sources de la Touvre. Les plateaux sont couverts d'argile en provenance du Massif central d'autant plus qu'on s'en rapproche.

### Plaines du Nord-Charente
Plus à l'ouest d'une ligne Angoulême-Ruffec, le relief s'adoucit et le calcaire jurassique forme de vastes plaines, et les marnes alternent avec les calcaires plus durs (formation marno-calcaire).

### Pays bas
La rive droite de la Charente entre Angoulême et Cognac a un relief peu accentué qui descend progressivement vers le fleuve. Cette zone qui date du Tithonien (anciennement nommé étage portlandien), à la limite des terrains du Jurassique supérieur et du Crétacé inférieur (étage Berriasien) présente un calcaire fin puis plus en aval dans le Pays bas des affleurements de marnes et d'argiles à gypse. Ces dépôts tendres sont dans une dépression humide où de Châteauneuf-sur-Charente à la Charente-Maritime le fleuve et ses affluents rive droite ont dégagé de larges vallées alluvionnaires.
La géologie a été particulièrement étudiée au niveau de la carrière de gypse de Champblanc sur la commune de Cherves-Richemont au cours des fouilles du site paléontologique de Champblanc. C'est une ancienne lagune tropicale où, au cours du temps, se sont succédé des influences marines et continentales. Le climat était plutôt chaud, l'eau saumâtre, et la lagune subissait une forte évaporation, d'où le dépôt des couches de gypse et, dans les marnes intermédiaires, une quantité et une diversité exceptionnelles de fossiles. La carrière à ciel ouvert montre sur 30 à 40 mètres de hauteur des alternances de bancs de gypse, de marnes, de calcaires ou d'argiles noires que l'on croyait dans un premier temps peu fossilifères, sauf une couche à faciès purbeckien, datée du Berriasien (145 à 140 Ma) inférieur à moyen, ce qui correspond au tout début du Crétacé, où se sont accumulés les très nombreux restes de vertébrés : un bone-bed.
En 2010, est annoncé la découverte d'un autre site fossilifère à Anjeac-Charente. Daté du Crétacé inférieur, il est presque contemporain de celui de Champblanc.

## Le Crétacé au sud
Au sud d'une ligne Cognac-Angoulême-forêt d'Horte, s'étend la zone du Crétacé supérieur, qui est directement en contact avec le Jurassique supérieur et qui s'étage entre le Cénomanien et le Maastrichtien.
Au sud d'Angoulême, la partie du Turonien (anciennement appelé Angoumien) forme un plateau découpé de vallées parallèles. Ces vallées, leurs falaises rocheuses et leurs abris sous roches sont riches de gisements car ils ont été habités par l'homme depuis le Néolithique. En allant vers Châteauneuf-sur-Charente on trouve des zones de calcaire blanc et dur qui a été très exploité au cours des siècles, des marnes et du calcaire détritique, de minces couches d'argile et des zones de sable du Coniacien inférieur d'une épaisseur allant jusqu'à 7 mètres vers Torsac.

### Région de Cognac
Entre Jarnac et Cognac, la rive gauche de la Charente présente une falaise abrupte qui forme la bordure entre terrains du Jurassique supérieur et terrains du Crétacé. Cette falaise montre du Cénomanien surmonté de Turonien. Toute cette partie au sud du fleuve est une zone crétacée avec cuestas, des calcaires des Cénamoniens moyen et inférieur, et la zone du Santonien qui va jusqu'à Segonzac est poursuivie vers le sud par la zone de Campanien.

### La Champagne charentaise et le Sud-Charente
On y trouve une série de cuestas faisant face au nord-est, dont les deux plus importantes sont la cuesta du Turonien ou Angoumien, entre Grassac, Angoulême, Châteauneuf et Cognac) et la cuesta du Campanien (entre Gurat, Jurignac et Segonzac) qui délimite les pays de la Champagne.
Située à peine plus au nord de la cuesta du Campanien et souvent confondue, celle du Santonien fait se détacher quelques buttes-témoins, comme à Villebois-Lavalette ou Magnac-Lavalette.

## Placages du Tertiaire

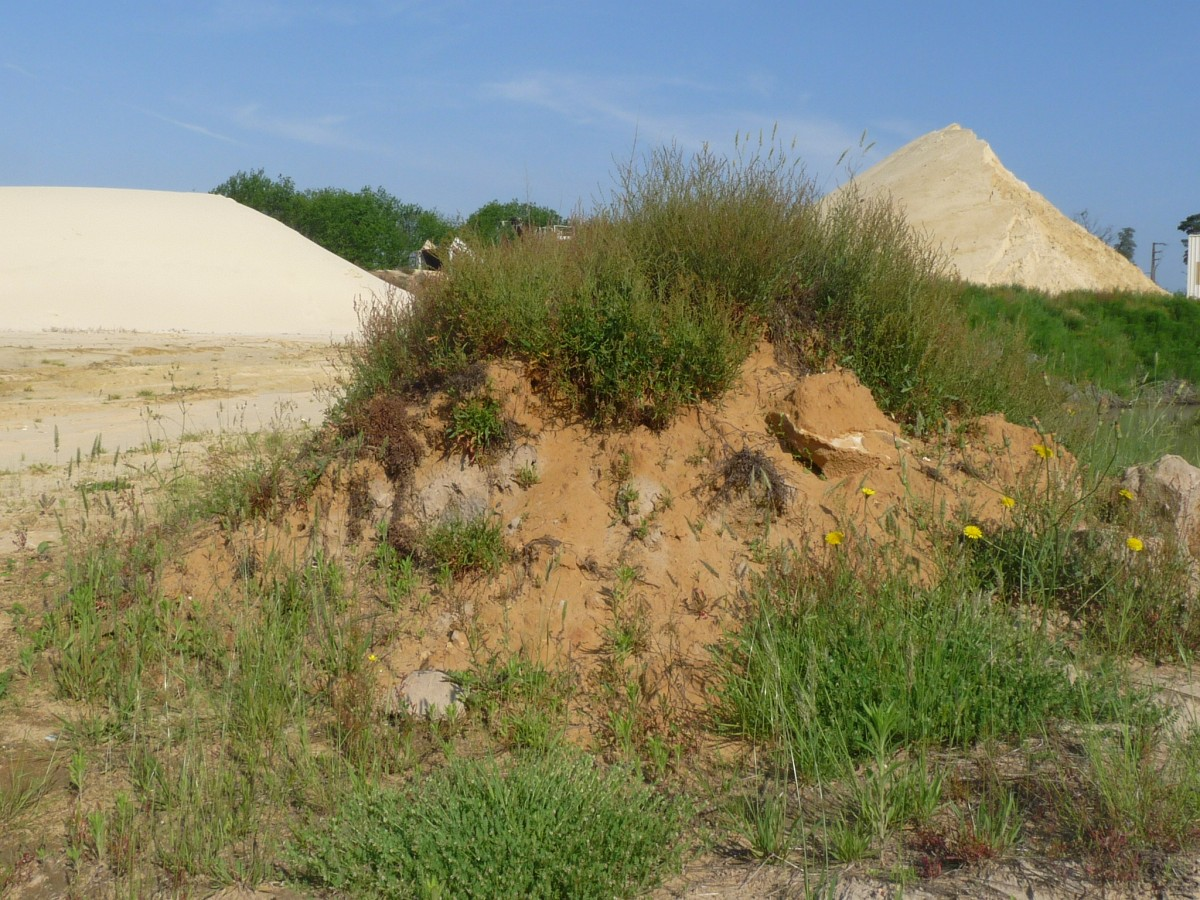
Sable argileux sur les hauteurs de Combiers.

On trouve aussi sur les sommets des landes, zones pauvres souvent boisées et en hauteur, correspondant à des apports sableux et argileux du Tertiaire ou des altérations et colluvions des roches en place. Ce sont par exemple la forêt de la Double saintongeaise (ou Petit Angoumois), les bois du Montmorélien, et la forêt d'Horte.
En plus du bassin de Roumazières-Loubert, il y a d'autres zones d'argile dans le sud du département vers les sources du Né et de la Seugne et le long de la rive droite de la Charente ce qui explique le nombre de poteries, tuileries, briqueteries qui ont existé et la fréquence de la toponymie "les Tuileries".

## Histoire géologique

### Ère primaire
Seul vestige de cette ère, l'ancienne chaîne hercynienne occupe le nord-est du département, et forme la bordure occidentale du Massif central.
L'érosion hercynienne rabote le relief de ce massif ancien.

### Ère secondaire
Cette ère est caractérisée par une sédimentation marine et la formation de la plate-forme carbonatée Nord-Aquitaine, avec en Charente deux transgressions marines principales : le Jurassique et le Crétacé supérieur.

#### Jurassique
Le Jurassique couvre la moitié nord du département (sauf le nord-est), au nord d'une ligne Cognac - Angoulême - Grassac.
On distingue quatre mégaséquences :
- J1 : Hettangien au Sinémurien inférieur : la mer recouvre le socle cristallin et forme un premier cycle sédimentaire ;
- J2 : fin Lias inférieur à Lias moyen : avancée générale de la mer, qui recouvre le seuil du Poitou et met en communication le Bassin aquitain avec le Bassin parisien. Une plate-forme carbonatée s'édifie en bordure du Massif central ;
- J3 : entre le Callovien et le Kimméridgien : une sédimentation importante a lieu et la subsidence accélère le phénomène. Un haut-fond corallien apparaît à l'Oxfordien moyen dans la région d'Angoulême ;
- J4 : entre le Kimméridgien inférieur et le Portlandien a lieu la grande régression. Ont lieu des dépôts de marne et des formations récifales sableuses. Une lagune saumâtre à gypse forme des dépôts évaporitiques dans la région du « Pays bas », au nord de Cognac[10].

#### Crétacé
Mis à part la formation lagunaire du « Pays bas » de la fin du Jurassique et qui a empiété sur le Crétacé inférieur (étage Berriasien), la mer n'a envahi la plate-forme nord-aquitaine qu'au Crétacé supérieur.
On distingue deux mégaséquences :
- Cénomano-Turonienne : transgression saccadée de 4 Ma, phase étale de 1 Ma, puis courte émersion de 2 Ma ;
- Sénonien-Maastrichtien : cycle de 20 Ma, composé d'une transgression de 5 Ma, phase étale de 8 Ma, puis lente régression de 5 Ma, aboutissant à l'émersion définitive de la plate-forme nord-aquitaine[11].

### Ère tertiaire
Le Cénozoïque commence avec le Tertiaire et une période tropicale où a eu lieu une importante érosion des couches calcaires.
Des coulées argileuses du Massif central (sable, gravier, galets) et une altération des calcaires à silex ont couvert les plateaux et comblé les dépressions.
On distingue le Cuisien et le Lutécien.

### Ère quaternaire
Cette période, la plus récente et la plus courte, s'étale depuis 20 millions d'années jusqu'à nos jours. Elle est marquée par une série de glaciations qui a principalement adouci le relief, en gélifractionnant les roches et les dépôts du Tertiaire, et en créant des colluvions au pied des pentes et des alluvions dans les fonds de vallées, qui se sont parfois accumulées en terrasses selon les périodes de fortes eaux ou l'érosion fluviale.
Lors de l'Holocène, de la tourbe s'est formée dans certaines vallées (Boëme, Lizonne...).

## Architecture géologique

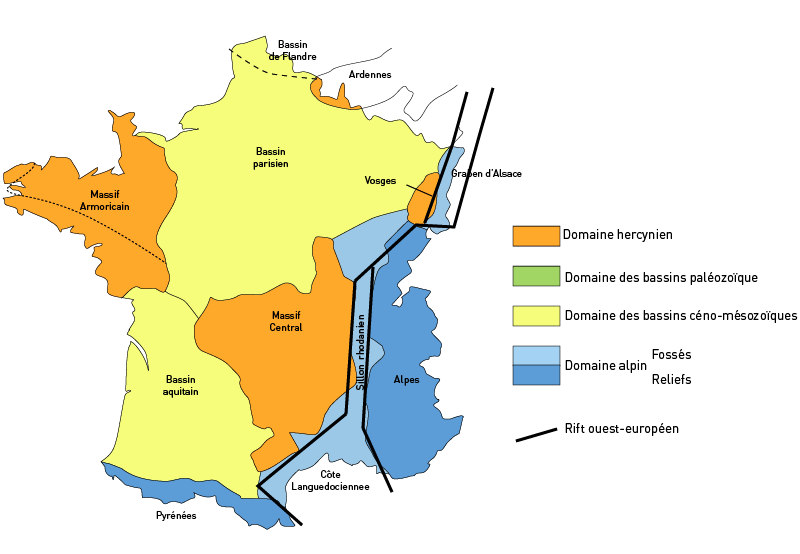
Les domaines géologiques de la France, avec le Bassin aquitain et le seuil du Poitou au sud-ouest.

L'ensemble des couches sédimentaires de la Charente est incliné vers le sud-ouest avec un pendage faible, entre 1 et 3 degrés.
Leur géométrie est conditionnée par le socle cristallin sous-jacent, qui forme deux voûtes, le Massif central à l'est et le Massif armoricain au nord-ouest, séparées par le seuil du Poitou, étroit détroit faisant communiquer le Bassin aquitain et le Bassin parisien situé dans le département de la Vienne, et entièrement couvert par les couches sédimentaires.
À la suite de l'ouverture de l'océan Atlantique, ces deux massifs plongent rapidement sous le Bassin aquitain. La subsidence, enfoncement progressif du Bassin, peut être constatée en voyant la grande épaisseur de sédiments calcaires au centre de la Charente, 1 000 mètres en 30 000 000 années.

### Failles et plissements
Des failles du socle cristallin ont provoqué des cassures dans la couverture sédimentaire lorsque celle-ce n'est pas épaisse, comme au nord ou à l'est, et des synclinaux et anticlinaux dans le reste du département. Ces failles ont été relativement plus importantes lors Cénozoïque, la plateforme nord-aquitaine subissant les contre-coups de l'établissement de la chaîne pyrénéenne. Ces accidents tectoniques sont orientés du nord-ouest au sud-est.
Les failles notables sont :
- faille de Vilhonneur ;
- faille de l'Échelle.

Les principaux anticlinaux sont du nord au sud :
- anticlinal de Nanteuil-en-Vallée à Saint-Claud, prolongement sud-est du horst de Montalembert ;
- anticlinal de Hiersac à Mareuil ;
- anticlinal de La Tour-Blanche, se prolongeant au nord-ouest de Cognac (anticlinal des Mullons) ;
- l'anticlinal de Saint-Félix qui se développe surtout en Dordogne ;
- le grand synclinal de Saintes et l'anticlinal de Jonzac qui s'étendent de l'île d'Oléron à Montguyon[14].

### Érosion
Enfin, l'érosion différentielle a modelé les paysages lors du Tertiaire et du Quaternaire, avec particulièrement trois phénomènes :
- inversion du relief, le calcaire s'érodant plus vite que les dépôts sablo-argileux du Tertiaire (buttes cuirassées) ;
- formation de cuestas plus ou moins prononcées aux points de contact des couches sédimentaires plus dures; ces escarpements faisant face au nord-est s'étendent tous aussi du nord-ouest au sud-est ;
- creusement des vallées actuelles, alluvions et colluvions.

## Sols
Au cours des millions d’années de son histoire géologique, la région a connu une succession de mouvements tectoniques (failles, soulèvements…), de longues périodes d'invasion par la mer, sous des climats tropicaux à glaciaires.
Lors des phases de présence de l'océan, principalement à l’ère secondaire, les dépôts issus des organismes marins ont formé l’actuel sous-sol calcaire à majorité argilo-calcaire.
On distingue cinq grands types de sols :
- les champagnes - ce sont des sols argilo-calcaires assez superficiels sur calcaire tendre, crayeux, du crétacé. La teneur en calcaire est très élevée dès la surface ;
- les groies - ce sont des sols argilo-calcaires superficiels comme les champagnes, mais rouges et très caillouteux, d’un calcaire dur du Jurassique ;
- les argiles du Pays bas - dans une zone dépressionnaire au nord de Cognac, appelée « Pays bas », se trouvent des sols très argileux (jusqu’à 60 % d’argile) ;
- les sols silico-argileux - les sols situés au nord-ouest de Cognac sont en majorité des argiles à silex résultant de la décarbonatation du calcaire ;
- les sables - ce sont là des sables que l’érosion a apportés du Massif central. Les vignes y sont assez dispersées, au milieu d’autres cultures, de prés pour l’élevage, de forêts de pins et de châtaigniers.

Types de sols en Charente
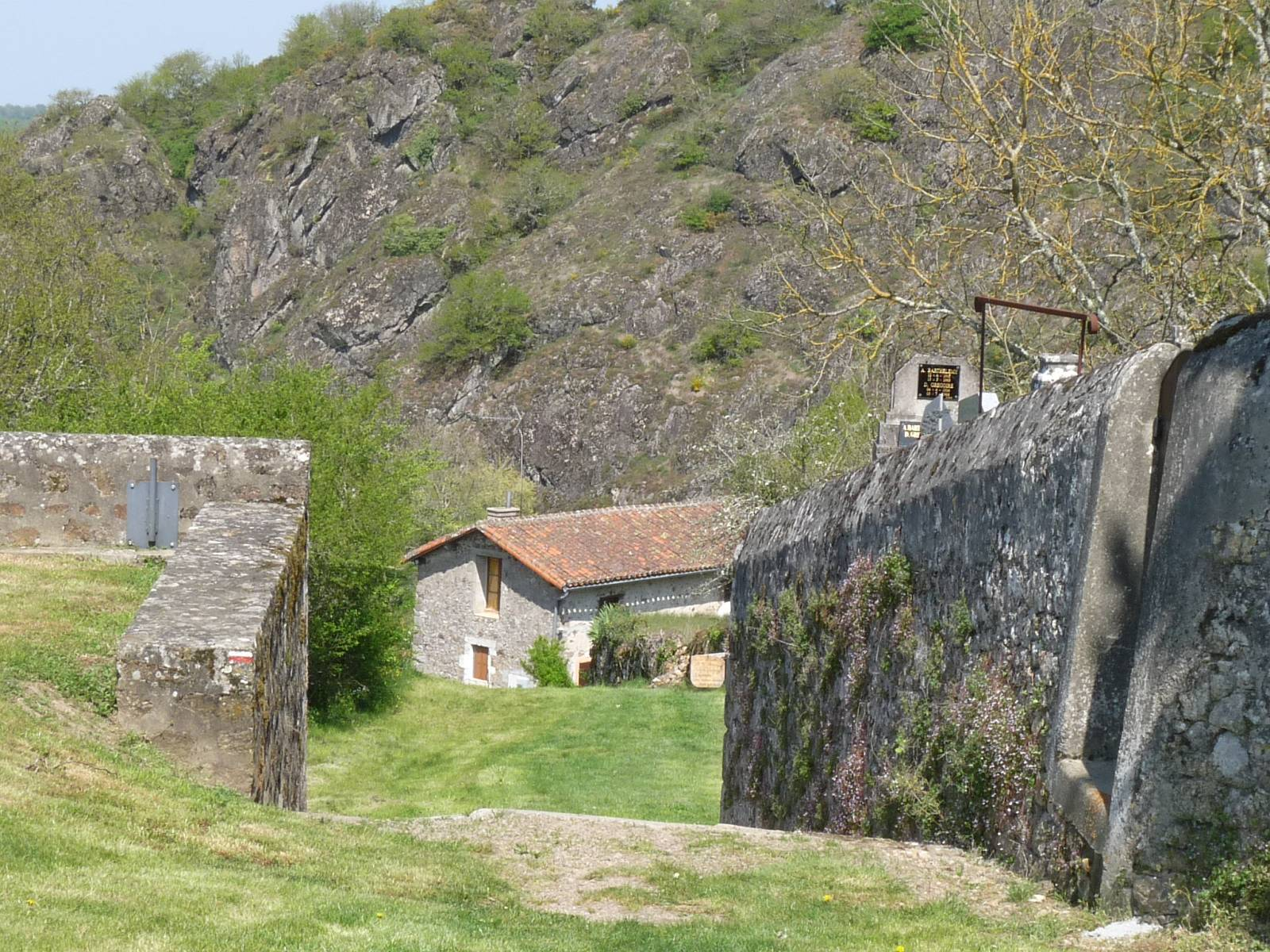
Rochers granitiques à Saint-Germain-de-Confolens.
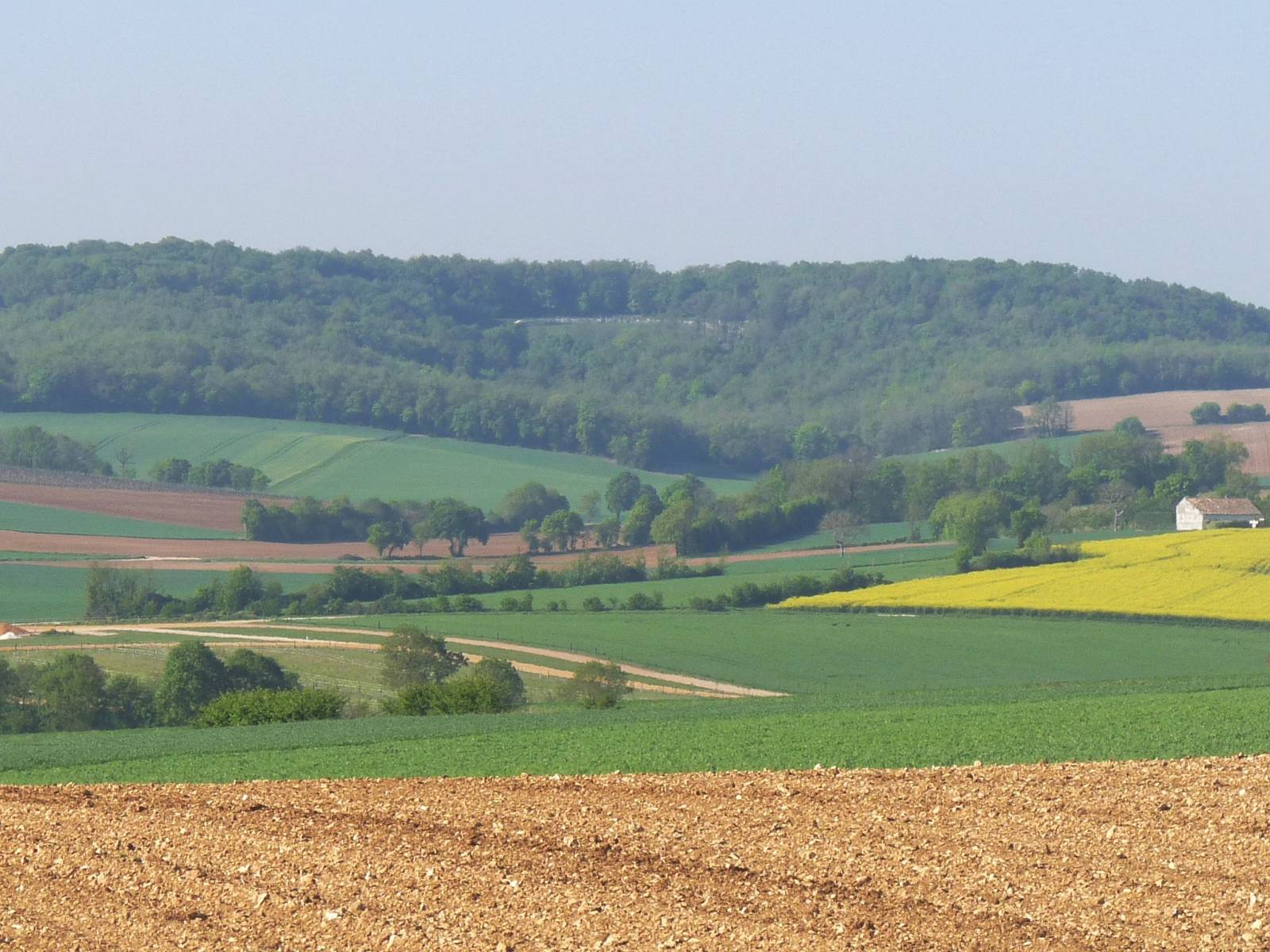
Terre de groie et cuesta entre Mansle et Rouillac.
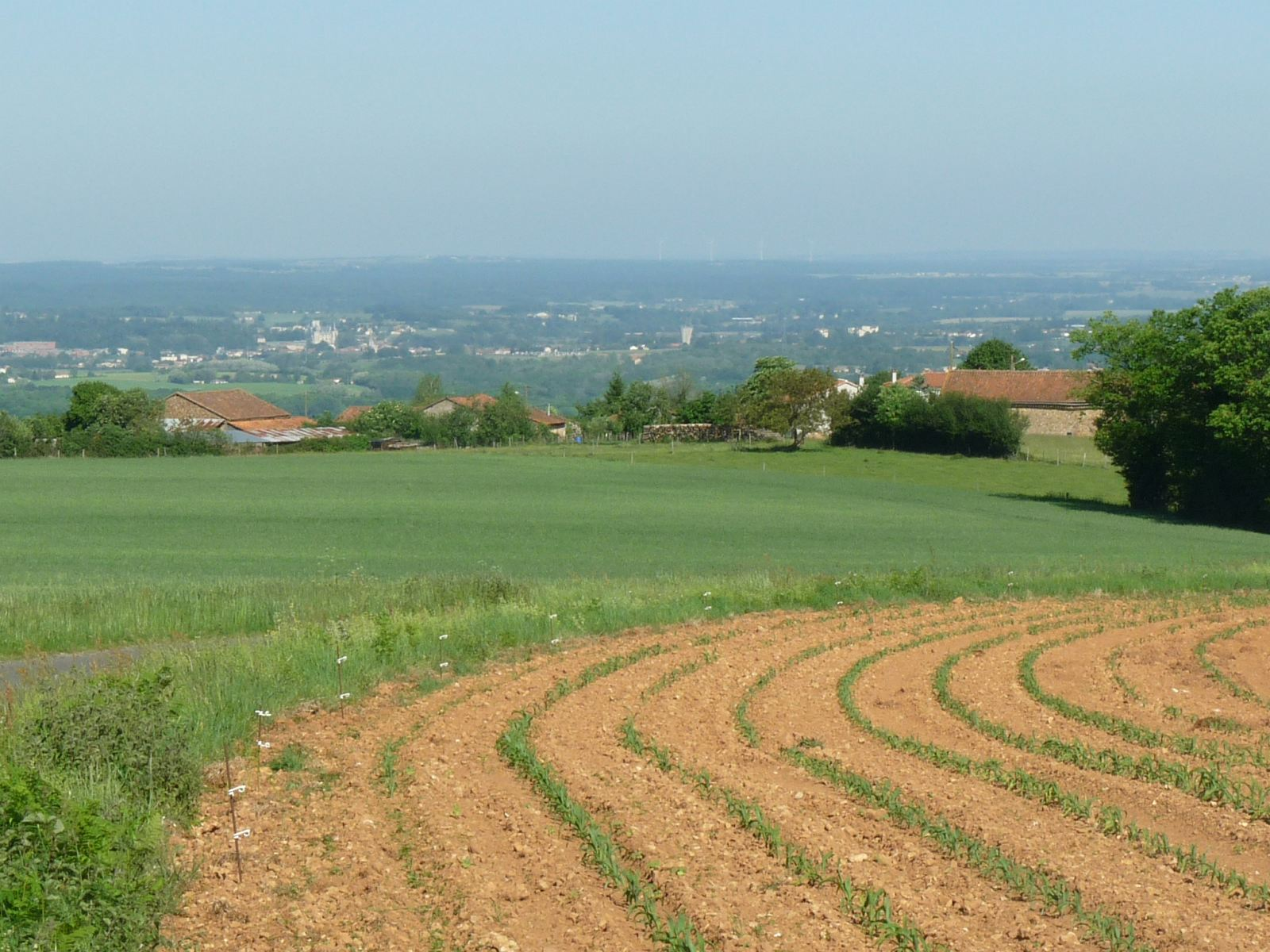
Argile rouge à silex à Yvrac-et-Malleyrand.
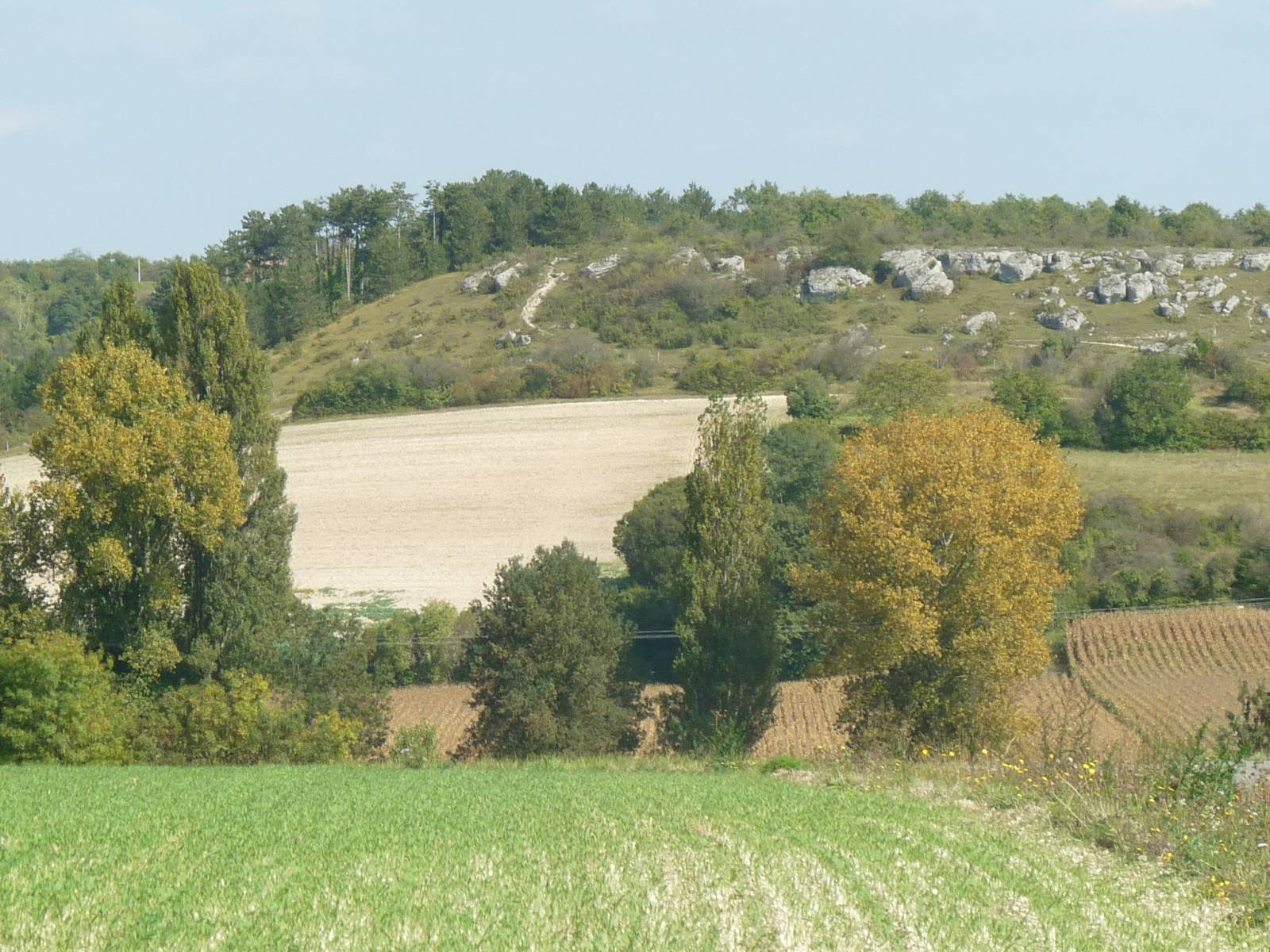
Terre calcaire (Cénomanien) et cuesta au sud d'Angoulême.
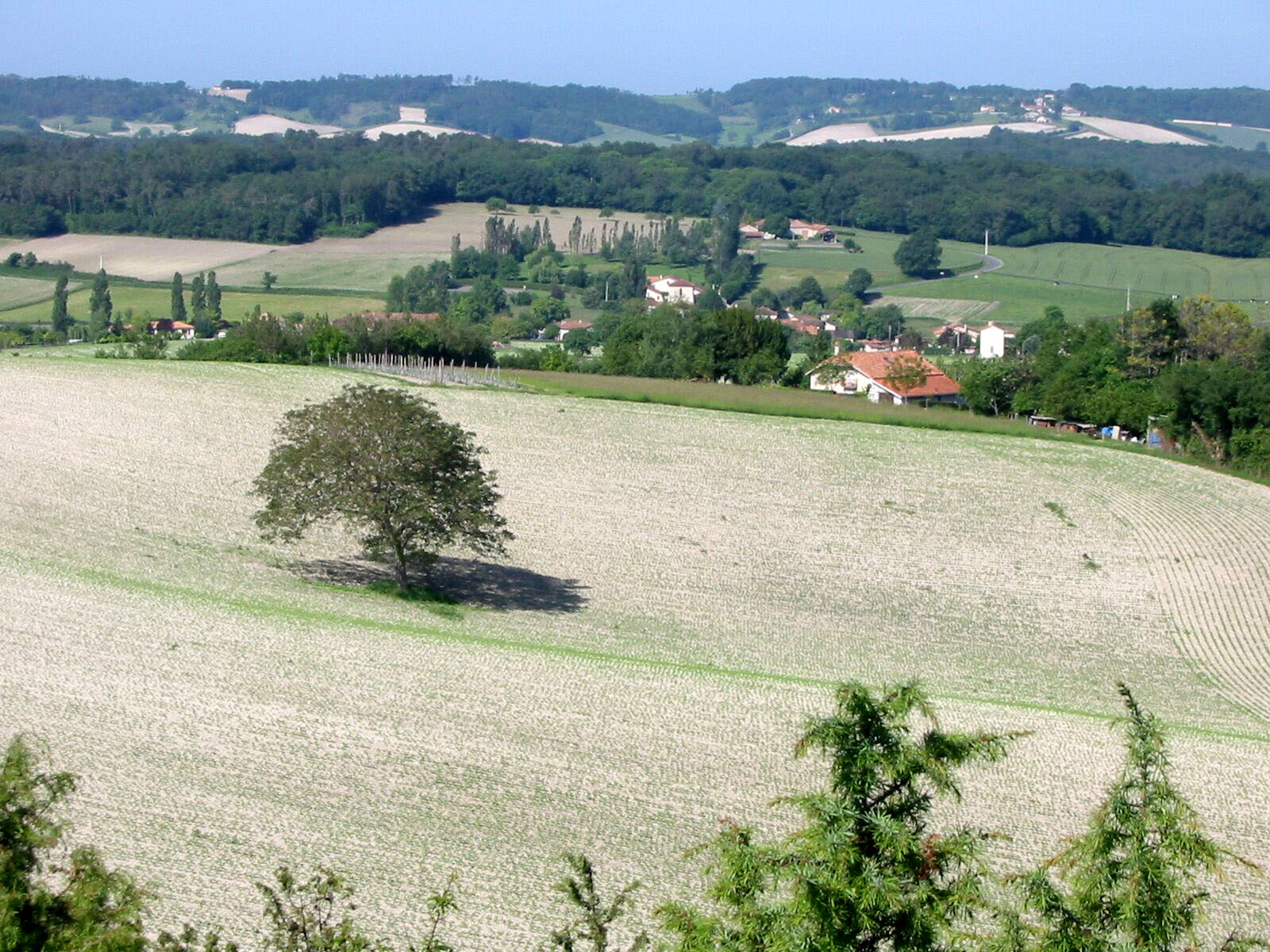
Champagne crayeuse du Montmorélien.
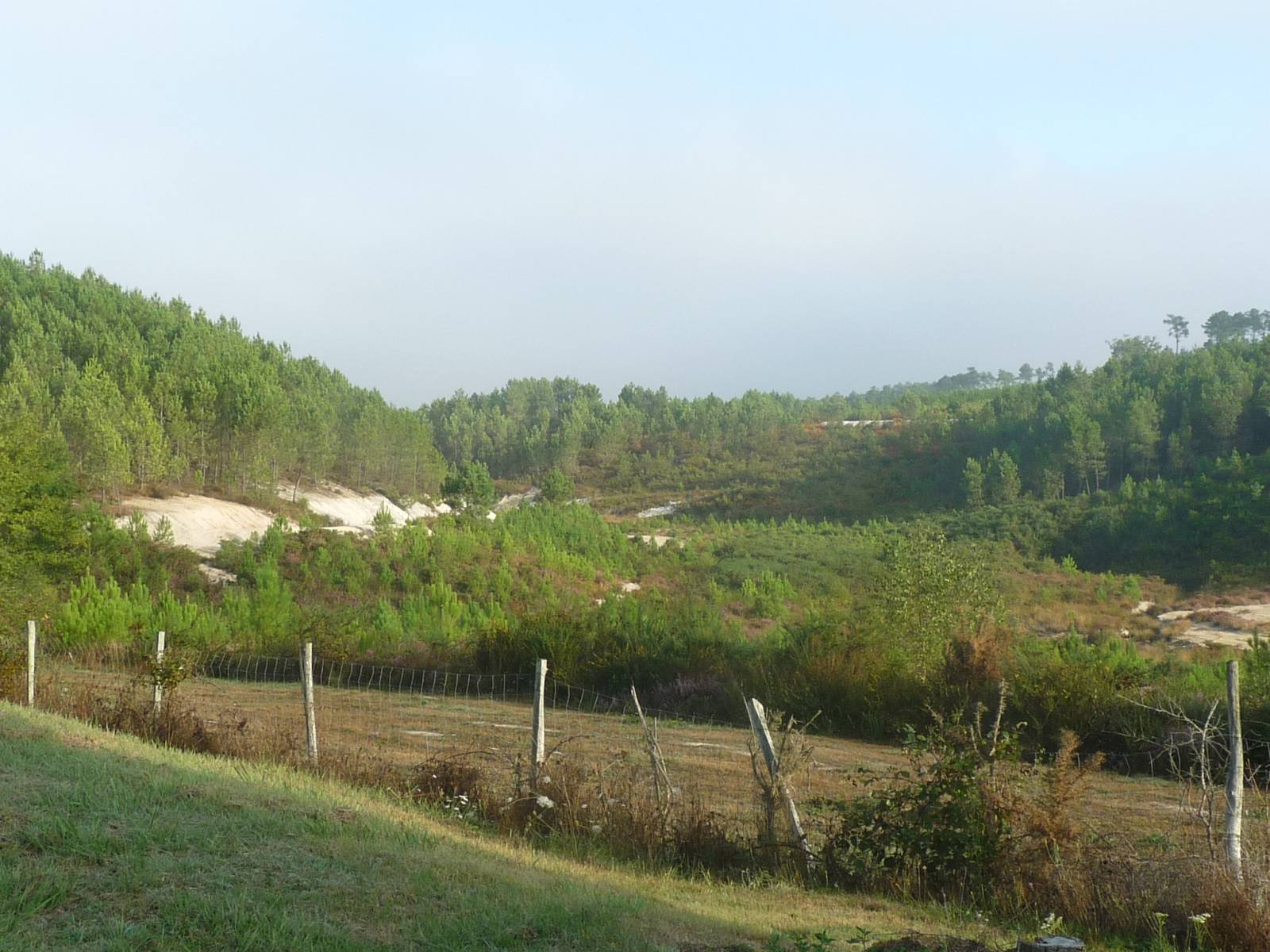
Sables kaoliniques au sud-ouest de Brossac, dans la Double saintongeaise.